# 埃希罗勒
埃希罗勒（法語：Échirolles，法語發音：[eʃiʁɔl] ⓘ），法国东南部城市，奥弗涅-罗讷-阿尔卑斯大区伊泽尔省的一个市镇，隶属于格勒诺布尔区，其市镇面积为7.86平方公里，2022年1月1日时人口数量为36,708人，是该省人口第二多的市镇，在法国城市中排名第207位。
埃希罗勒位于伊泽尔省中南部，德拉克河右岸，省会格勒诺布尔市区正南方向，是格勒诺布尔的一个近郊卫星城，通过有轨电车A线和多条公交线路连接格勒诺布尔市区。

## 地名来源
“埃希罗勒”一名的来源尚存在争议。根据当地官方网站的描述，一些史学家认为“Échirolles”一名来源于拉丁语单词，意为“松鼠”，可能与当地的生态环境有关，当地也有一条名叫“rue de l'Écureuil”的街道；亦有观点认为埃希罗勒源于“ex Cularo”，其中Cularo为格勒诺布尔的拉丁语名称。
此外，“Échirolles”在中文Google地图上的译名为“埃希罗莱”，此译名为地图从Wikidata上抓取的中文维基早期机翻误译，此外部分中文媒体也使用了此误译。

## 历史

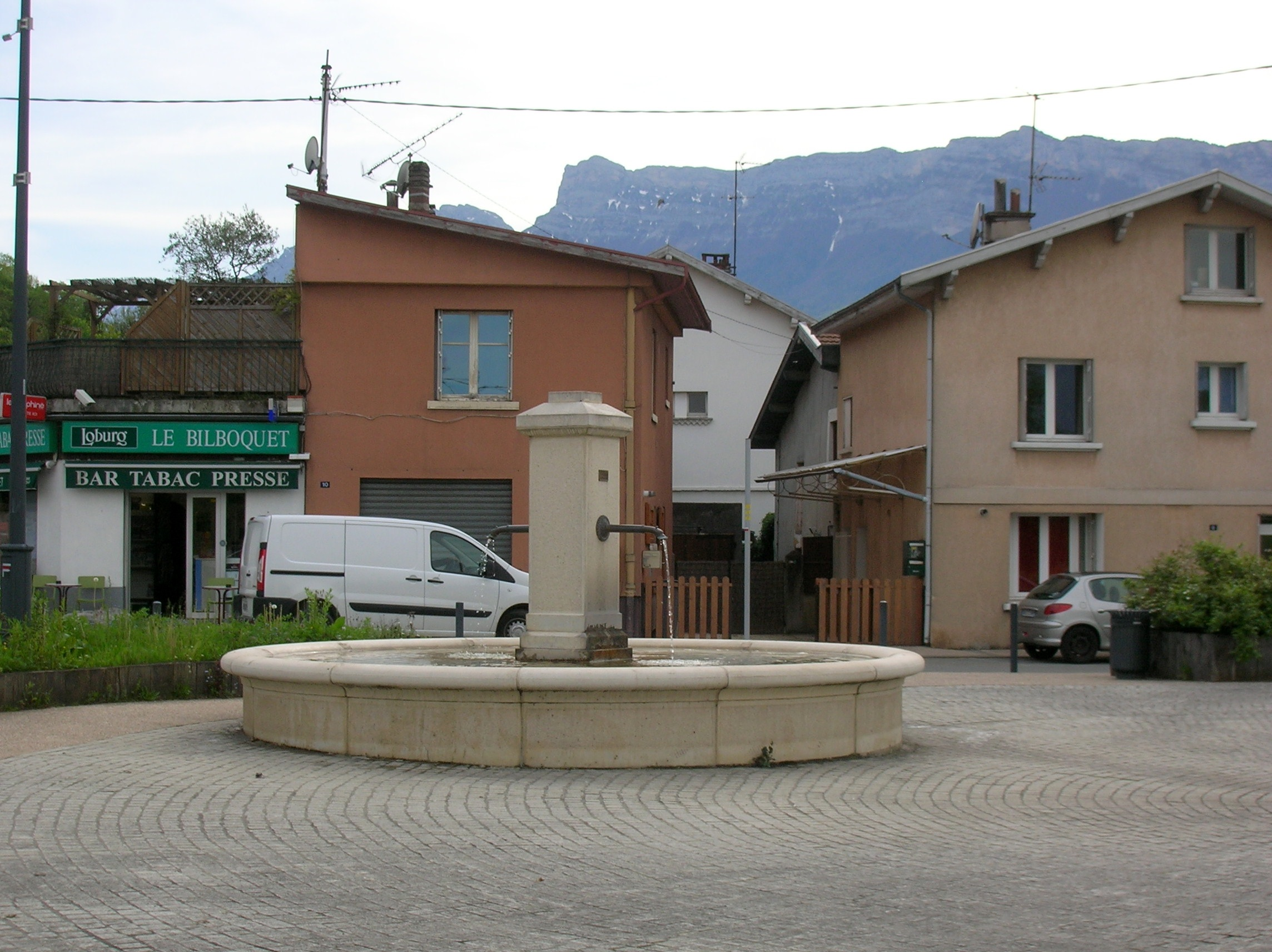
埃希罗讷历史城区内的一处街心喷泉

埃希罗勒历史上长期为德拉克河右岸的一处普通村落，中世纪中后期属于多菲内行省，法国大革命后成为伊泽尔省的一部分。1825年，布雷松西部和格勒诺布尔南部的部分区域被划出并单独设立埃希罗勒市镇。直至一战结束，埃希罗勒尚为一个人口不足一千的农业村落。1927年，法国企业家伊莱尔·德·夏多内在此建立大型纺织工厂，由此出现了维斯科斯（Viscose）工人居民区，当地人口快速增加。二战后，随着格勒诺布尔的城市扩张，埃希罗勒被规划为新兴城市居民区，两地间交界处的“Villeneuve Echirolles-Grenoble”街区出现了大批集中式居民住宅楼，成为伊泽尔省人口密度最高的区域。大型商业区和有轨电车线路分别于20世纪60年代和70年代建成。1989年，埃希罗勒纺织工厂关闭，原主厂房被改建为博物馆。2012年9月28日，两名居民在埃希罗勒境内无故被杀害，此案引发法国社会的强烈声讨，时任法国总统弗朗索瓦·奥朗德和总理曼纽埃尔·瓦尔斯曾前往埃希罗勒进行调查，而当地歌手Calogero则以此创作Un jour au mauvais endroit（中文直译为“一天在坏地方”），并在发行当周获得了法国官方音乐排行榜第四名的收听率，其歌曲首句“埃希罗勒市中心与南部格勒诺布尔郊区，我叫Sofiane我20岁”（Échirolles centre Banlieue sud de Grenoble, Je m'appelle Sofiane j'ai vingt ans）使得埃希罗勒在短时间内名声大噪。

## 地理

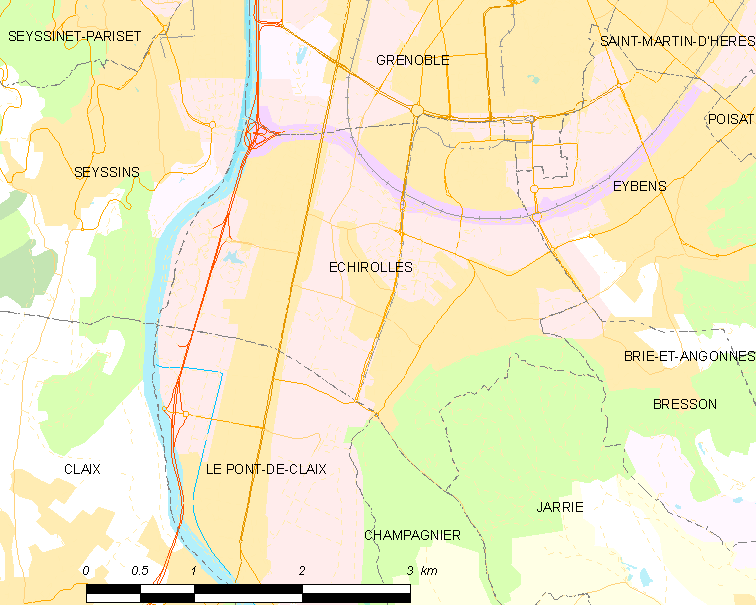
埃希罗勒市镇范围地图

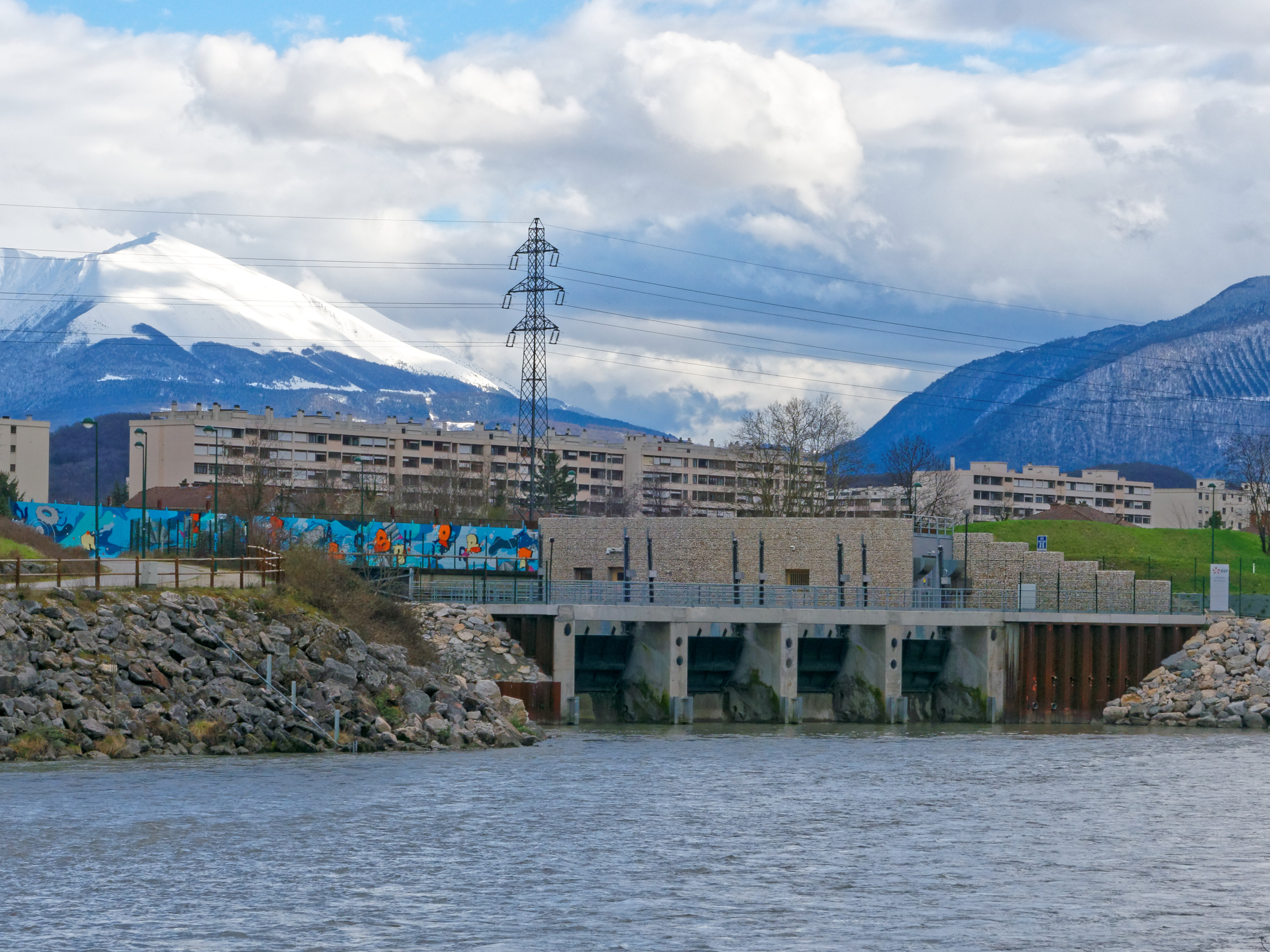
埃希罗勒西部的小型水电站

埃希罗勒位于法国东南部，奥弗涅-罗讷-阿尔卑斯大区东部偏南和伊泽尔省东南部，距离省会格勒诺布尔市中心大约4公里。与埃希罗勒接壤的市镇包括：塞桑、布雷松、尚帕尼耶、埃邦、格勒诺布尔、雅里和勒蓬德克莱。

### 地形
埃希罗勒位于德拉克河右岸的一处山前冲积平原上，境内以平原为主，市镇中心地势较为平坦，东侧部分区域为山地，全境海拔在217到395米之间。

### 水文
德拉克河自南向北流经境内西部，该河是伊泽尔河的左岸支流，属于罗讷河水系。一条人工开凿的引水渠经过市区西部，该渠北端与德拉克河交汇处建有一处小型电站。

### 植被
埃希罗勒属于温带阔叶混交林区，市区内的主要绿地公园包括莫里斯·托雷公园（Parc Maurice Thorez）、西部毕加索公园（Parc Ouest Picasso）等。
在鲜花城市的评比中，埃希罗勒被评为2星级鲜花城市。

### 气候
埃希罗勒在柯本气候分类法中属于温带海洋性气候，因其地形封闭，当地气候存在典型的区域性特征，表现为海洋性特征不明显，年温差较大，且受到焚风影响，年均气温高于同气候带内的其它区域。
距离埃希罗勒最近的常年气象站为格勒诺布尔气象站，以下为该气象站的数据：
| 格勒诺布尔1981年－2019年 | 格勒诺布尔1981年－2019年 | 格勒诺布尔1981年－2019年 | 格勒诺布尔1981年－2019年 | 格勒诺布尔1981年－2019年 | 格勒诺布尔1981年－2019年 | 格勒诺布尔1981年－2019年 | 格勒诺布尔1981年－2019年 | 格勒诺布尔1981年－2019年 | 格勒诺布尔1981年－2019年 | 格勒诺布尔1981年－2019年 | 格勒诺布尔1981年－2019年 | 格勒诺布尔1981年－2019年 | 格勒诺布尔1981年－2019年 |
| 月份                     | 1月                      | 2月                      | 3月                      | 4月                      | 5月                      | 6月                      | 7月                      | 8月                      | 9月                      | 10月                     | 11月                     | 12月                     | 全年                     |
| ------------------------ | ------------------------ | ------------------------ | ------------------------ | ------------------------ | ------------------------ | ------------------------ | ------------------------ | ------------------------ | ------------------------ | ------------------------ | ------------------------ | ------------------------ | ------------------------ |
| 历史最高温 °C（°F）      | 17.3 (63.1)              | 20.7 (69.3)              | 25.3 (77.5)              | 28 (82)                  | 31.3 (88.3)              | 37 (99)                  | 38.3 (100.9)             | 39.5 (103.1)             | 33.6 (92.5)              | 28.1 (82.6)              | 24.8 (76.6)              | 19.5 (67.1)              | 39.5 (103.1)             |
| 平均高温 °C（°F）        | 5.9 (42.6)               | 7.8 (46.0)               | 12.0 (53.6)              | 15.3 (59.5)              | 19.9 (67.8)              | 23.8 (74.8)              | 26.9 (80.4)              | 26.4 (79.5)              | 21.8 (71.2)              | 16.9 (62.4)              | 10.2 (50.4)              | 6.4 (43.5)               | 16.1 (61.0)              |
| 日均气温 °C（°F）        | 2.4 (36.3)               | 3.7 (38.7)               | 7.0 (44.6)               | 9.8 (49.6)               | 14.4 (57.9)              | 17.9 (64.2)              | 20.5 (68.9)              | 20.2 (68.4)              | 16.3 (61.3)              | 12.3 (54.1)              | 6.5 (43.7)               | 3.2 (37.8)               | 11.2 (52.1)              |
| 平均低温 °C（°F）        | −1.2 (29.8)              | −0.4 (31.3)              | 2 (36)                   | 4.4 (39.9)               | 8.9 (48.0)               | 12 (54)                  | 14.2 (57.6)              | 14 (57)                  | 10.9 (51.6)              | 7.8 (46.0)               | 2.7 (36.9)               | −0.1 (31.8)              | 6.3 (43.3)               |
| 历史最低温 °C（°F）      | −27.1 (−16.8)            | −19.4 (−2.9)             | −18.2 (−0.8)             | −7.9 (17.8)              | −2.8 (27.0)              | 2.1 (35.8)               | 4.8 (40.6)               | 3.8 (38.8)               | −1.2 (29.8)              | −5.3 (22.5)              | −10.9 (12.4)             | −20.2 (−4.4)             | −27.1 (−16.8)            |
| 平均降水量 mm（）        | 61.3 (2.41)              | 51.6 (2.03)              | 66.3 (2.61)              | 83 (3.3)                 | 104.1 (4.10)             | 75.2 (2.96)              | 59.3 (2.33)              | 67.2 (2.65)              | 105.7 (4.16)             | 105.8 (4.17)             | 87.7 (3.45)              | 67.1 (2.64)              | 934.3 (36.81)            |
| 月均日照時數             | 95                       | 111.7                    | 169.8                    | 183                      | 219.2                    | 255.4                    | 289.8                    | 255.5                    | 193.1                    | 137.5                    | 84.5                     | 71.6                     | 2,066.1                  |
| 来源：infoclimat.fr      |                          |                          |                          |                          |                          |                          |                          |                          |                          |                          |                          |                          |                          |

## 行政区划
埃希罗勒是法国奥弗涅-罗讷-阿尔卑斯大区伊泽尔省的一个市镇，编号为38151。埃希罗勒隶属于格勒诺布尔区和伊泽尔省第二选区，管理埃希罗勒县，同时也是格勒诺布尔阿尔卑斯都会区的组成部分。
埃希罗勒市镇被划为4个街区，并实行街区自治制度。
法国国家统计与经济研究所（简称）在进行数据统计时，将埃希罗勒及相邻的另外52个市镇设为格勒诺布尔城市核心区（2020年调整至38个），并将包括核心区在内的周边共192个市镇划为格勒诺布尔城市区。自2020年起，格勒诺布尔城市区被包含204个市镇的格勒诺布尔城市辐射区代替。此外，还将埃希罗勒市镇分为了15个“块区”（IRIS），以便于统计人口分布情况。

## 交通

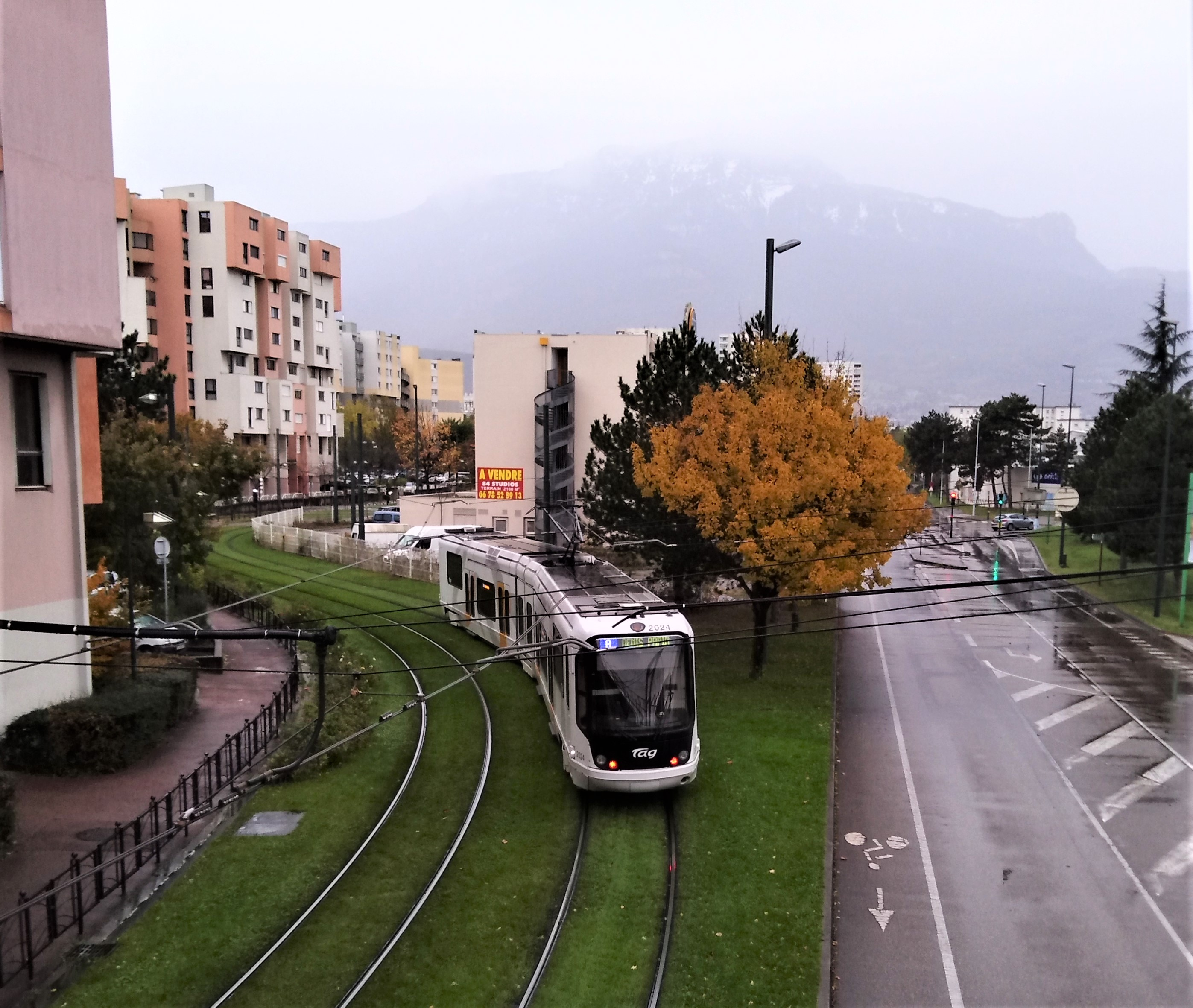
途径埃希罗勒的格勒诺布尔有轨电车B线

### 公路
A480高速公路、法国国道N85线和N87线（格勒诺布尔南部环城公路）以及多条伊泽尔省省道在埃希罗勒境内交汇，奥弗涅-罗讷-阿尔卑斯大区下属的城际客运提供巴士线路，可前往周边部分市镇。
2018年，71.9%的埃希罗勒家庭拥有至少一辆私人汽车。2019年，埃希罗勒境内共发生各类交通事故15起，造成34人受伤。

### 铁路
埃希罗勒位于格勒诺布尔－蒙梅利扬铁路上。埃希罗勒站位于市区北部，是一个无人看守的铁路乘降所，停靠往返于格勒诺布尔和尚贝里一线的区域列车。

### 航空
距离埃希罗勒最近的民用航空站为里昂圣埃克絮佩里机场，距离埃希罗勒市中心的公路里程约97公里。

### 城市公共交通
埃希罗勒是格勒诺布尔城市公共交通（商业名称为）的服务范围。截至2021年10月，该系统下属的有轨电车A线、公交C2线、C7线、16路、66路以及快速3号线经过埃希罗勒市区。

## 政治

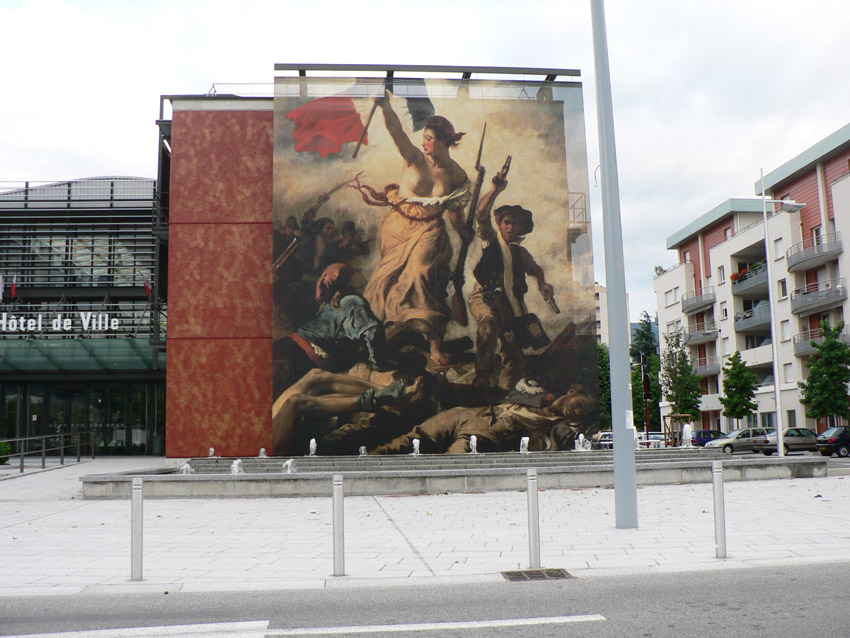
埃希罗勒市政厅

埃希罗勒的现任市长为伦佐·苏利先生（Renzo Sulli），他是法国共产党的一名成员，在2020年的市政选举中获得了36.89%的支持率。
在2017年的法国总统大选中，法国第25任总统埃马纽埃尔·马克龙在埃希罗勒获得了72.69%的支持率。
| 埃希罗勒历届市长 |                              |               |
| 任期             | 市长                         | 党派          |
| 1945年－1981年   | Georges Kioulou 乔治·基乌卢  | PCF法国共产党 |
| 1981年－1999年   | Gilbert Biessy 吉尔贝·比耶西 | PCF法国共产党 |
| 1999年－         | Renzo Sulli 伦佐·苏利        | PCF法国共产党 |

## 人口
2018年，埃希罗勒市镇人口数量为36,961，在法国排名第207位。其中男性17,766人，女性19,195人，75岁及以上人口占9.2%，外籍人口数量为8,194人，人口密度为4,702人/平方公里，当地居民被称为（男性）或（女性）。2019年，埃希罗勒境内出生514人，死亡人口319人。
| 年份   | 1936  | 1946  | 1954  | 1962  | 1968   | 1975   | 1982   | 1990   | 1999   | 2006   | 2011   | 2016   | 2018   |
| ------ | ----- | ----- | ----- | ----- | ------ | ------ | ------ | ------ | ------ | ------ | ------ | ------ | ------ |
| 人口數 | 2,520 | 2,825 | 3,762 | 7,111 | 15,429 | 33,288 | 37,360 | 34,435 | 32,806 | 35,687 | 35,995 | 35,855 | 36,961 |

## 经济

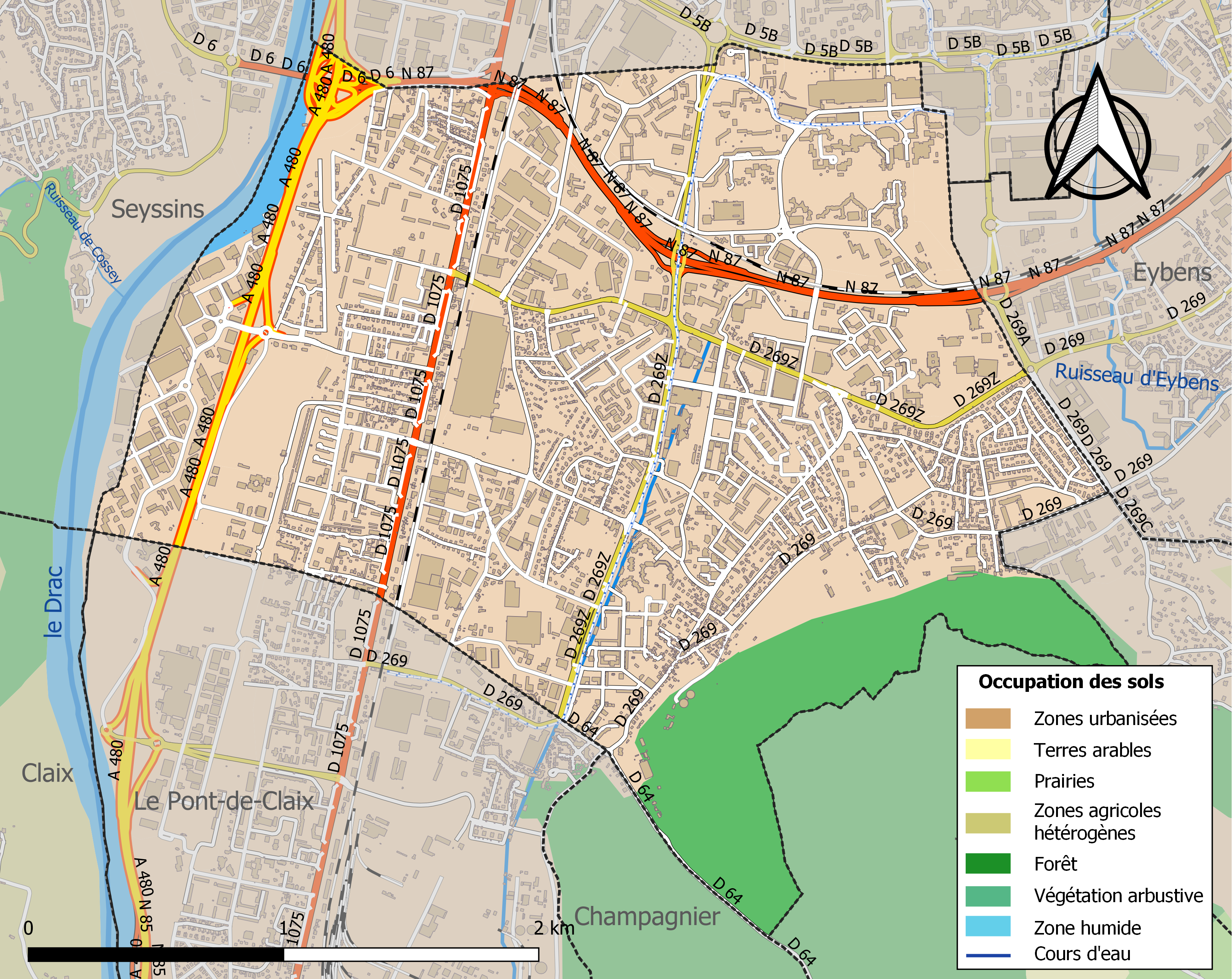
埃希罗勒土地利用情况地图

截止2021年10月，埃希罗勒共有各类用人单位（包含自雇）4,484家，平均历史为13年，其中96.29%为中小型企业（PME）。（大型零售）、（道路建设）及（五金销售）是当地2019年营业额最高的三个企业，分别为139,965,944欧元、126,131,119欧元和88,357,037欧元。

## 财政及居民收入
2019年，埃希罗勒的财政收入总额为56,121,500欧元，财政支出总额为52,420,000欧元，当年的债务总额为47,230,700欧元。2021年，埃希罗勒共获得5,119,905欧元的国家财政补助，比上一年增加了0.89%。
2019年，埃希罗勒的人均月收入总额为2,148欧元，其中高级职员为3,425欧元，低于法国平均水平（4,230欧元）；中级职员为2,365欧元，低于法国平均水平（2,411欧元）；普通职员为1,704欧元，亦低于法国平均水平（1,740欧元）。
2018年，埃希罗勒境内的青壮年（15至64岁）失业率为17.4%，当地45%的家庭拥有纳税资格，平均纳税2,107欧元，低于法国平均水平（3,888欧元）。

## 社会事务

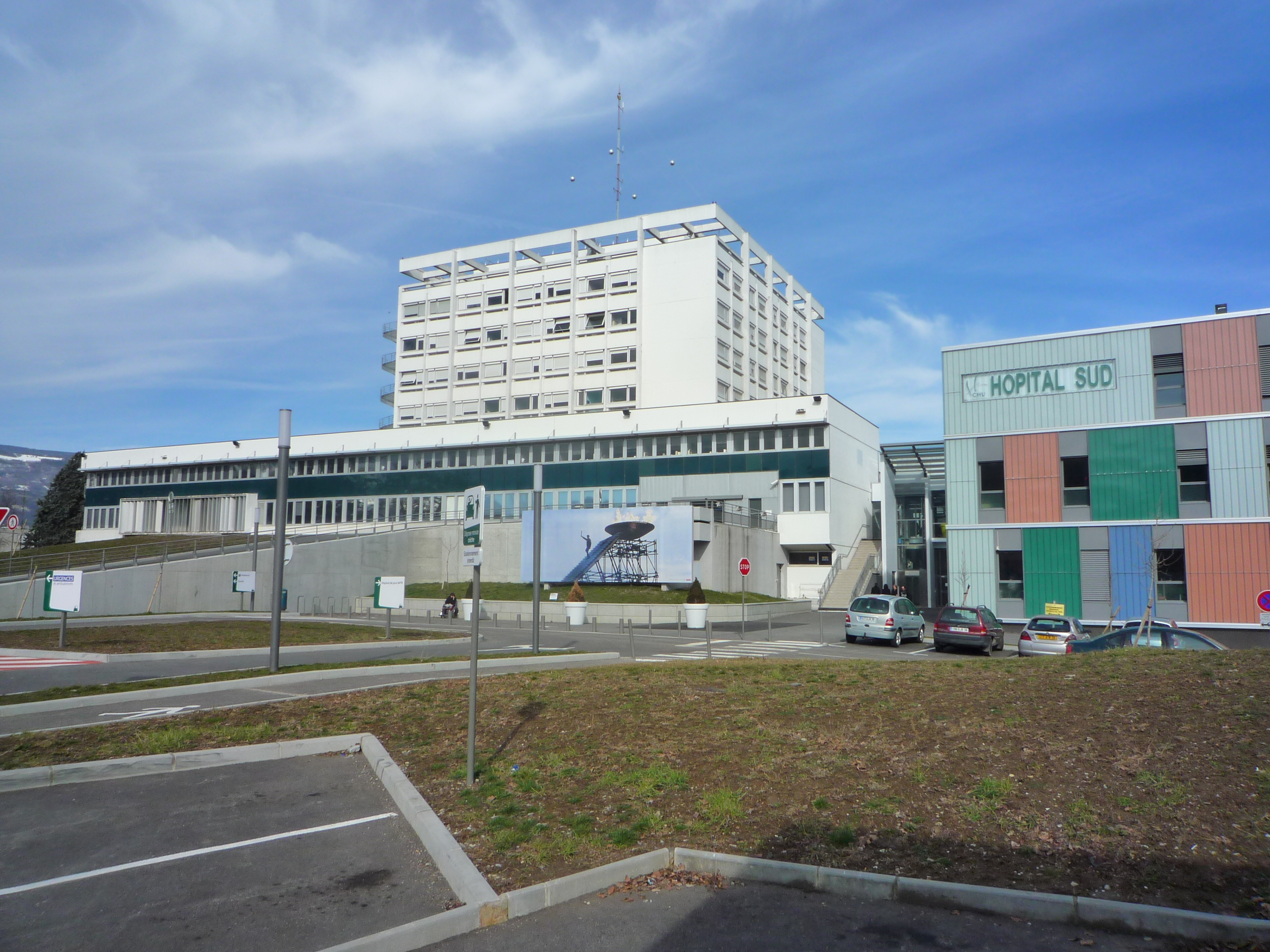
位于埃希罗勒境内的格勒诺布尔大学中心医院南区

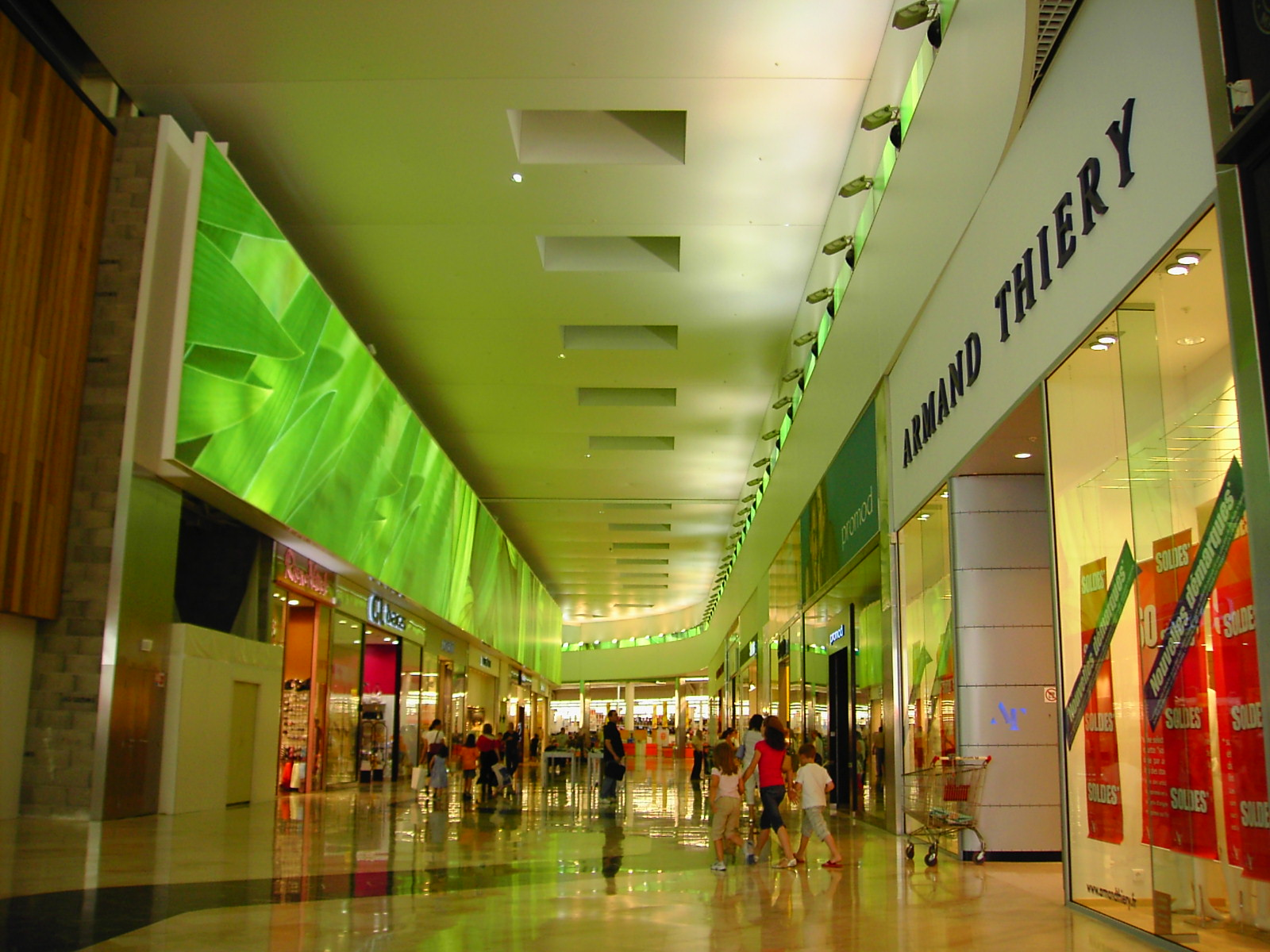
埃希罗勒的一处室内商业街区

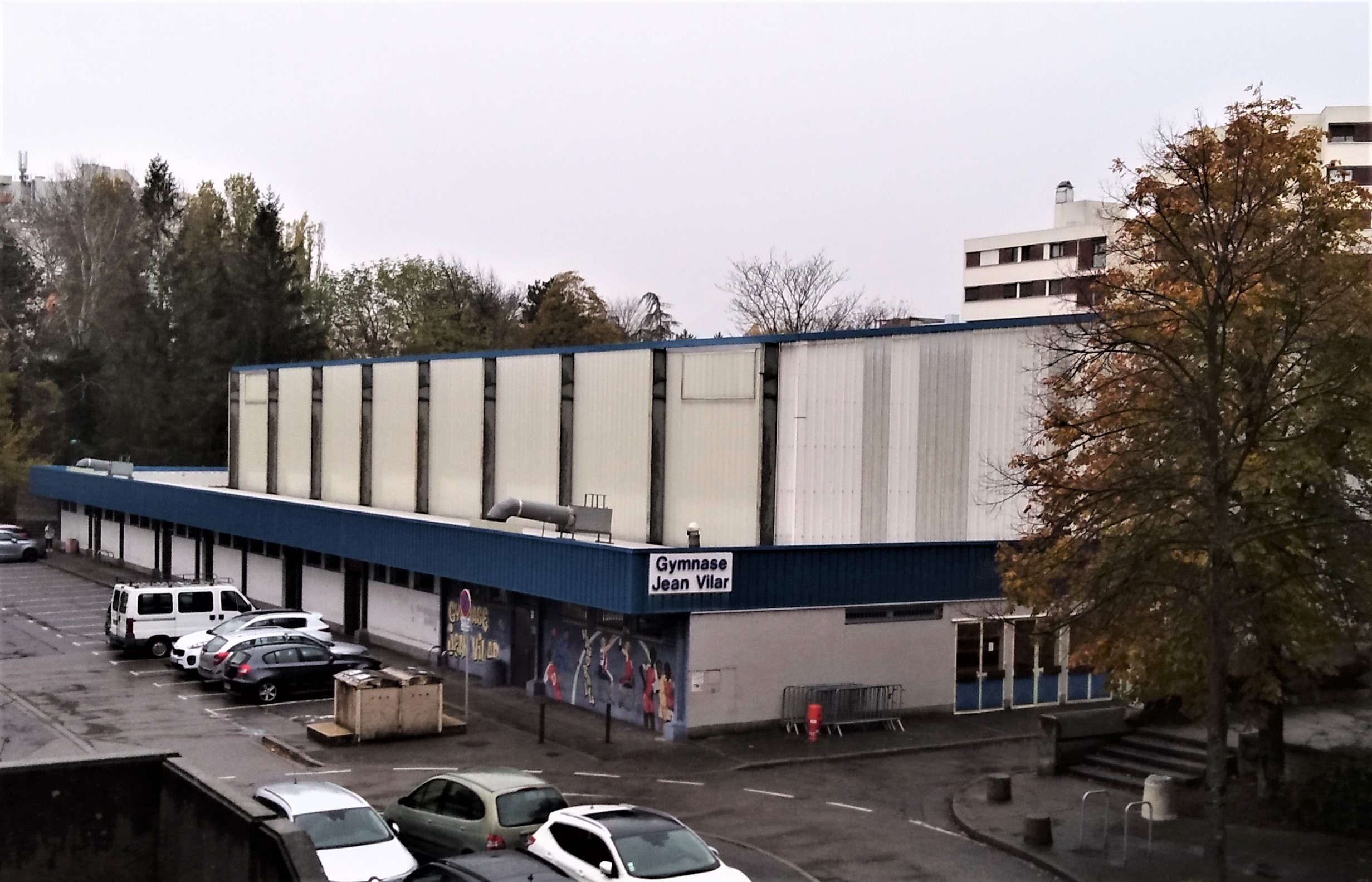
埃希罗勒让·维拉尔体育馆

### 教育
埃希罗勒属于格勒诺布尔学区。截止2020年1月1日，埃希罗勒境内共有11所幼儿园、11所小学、3所初级中学、1所普通高中和1所职业高中。2018至2019学年度，埃希罗勒境内共有在校中等教育阶段学生2,899名。
在高等教育方面，格勒诺布尔-阿尔卑斯大学下属的传媒学院设于埃希罗勒。

### 医疗
截止2020年1月1日，埃希罗勒境内共有全科医生66名、保健师53名、牙医13名、护士39名、耳科医生6名、眼科医生3名、皮肤科医生1名、助产士5名、儿科医生2名和妇科医生9名。境内共有药房12家、养老院4家、残疾人帮扶中心7家。
埃希罗勒是格勒诺布尔阿尔卑斯大学中心医院的服务范围，后者是法国的一个区域性医疗机构以及大学教学医院，其南部病区（Site Sud）位于埃希罗勒市区东部，设有10个科室。

### 住房
2018年，埃希罗勒境内共有各类住房17,130套，其中10.3%为独立式居民区，88.3%为集中式居民区。常住房屋占埃希罗勒市镇范围内居民建筑总量的93.5%。
在住房保障政策方面，2020年，埃希罗勒境内共有5,233户家庭获得了住房经济补助，受益人数占总人口数量的14.2%，其中5,064份为房租补助。

### 商业
2019年，埃希罗勒境内共有各类实体商铺910家，其中餐厅146家、大型超市8家、杂货店11家、面包房22家、肉铺16家、书店10家、装饰品店2家、银行门店14家、美容美发店41家、汽车维修店76家。市区北部建有“Grand'Place”大型开放式商业街区。

### 体育
2020年，埃希罗勒境内共有2家游泳池、7间体育馆、2座综合体育场、11处网球场、1处马术场、6处足球或橄榄球场以及5处篮球或排球场。
截至2021年10月，埃希罗勒境内共有7支注册足球俱乐部，其中包括两支五人制足球队。埃希罗勒足球俱乐部是当地的代表性足球队，成立于1949年，2021至2022赛季参加奥弗涅-罗讷-阿尔卑斯大区足球联赛，其主场欧仁·泰纳尔球场（Stade Eugène Thénard）位于市中心，可同时容纳1,800名观众。
埃希罗勒友谊俱乐部（Amicale Laïque Échirolles）是当地的一支橄榄球队，2021至2022赛季参加区域性的联赛。

### 环境
埃希罗勒的环境事务由其所属的公共社区负责。2019年，埃希罗勒境内共有4家污染企业。

### 治安
2014年，埃希罗勒及附近地区共发生各类案件25,156起，其中盗窃类案件18,184起，经济类案件1,617起，毒品交易类案件475起。

## 文化
2020年，埃希罗勒境内共有2家剧场、1家电影院和1家博物馆。埃希罗勒市政府提供多媒体中心，向公众全年开放。

### 建筑
埃希罗勒境内暂无法国国家文物保护单位，当地的大部分建筑建于20世纪60年代以后。

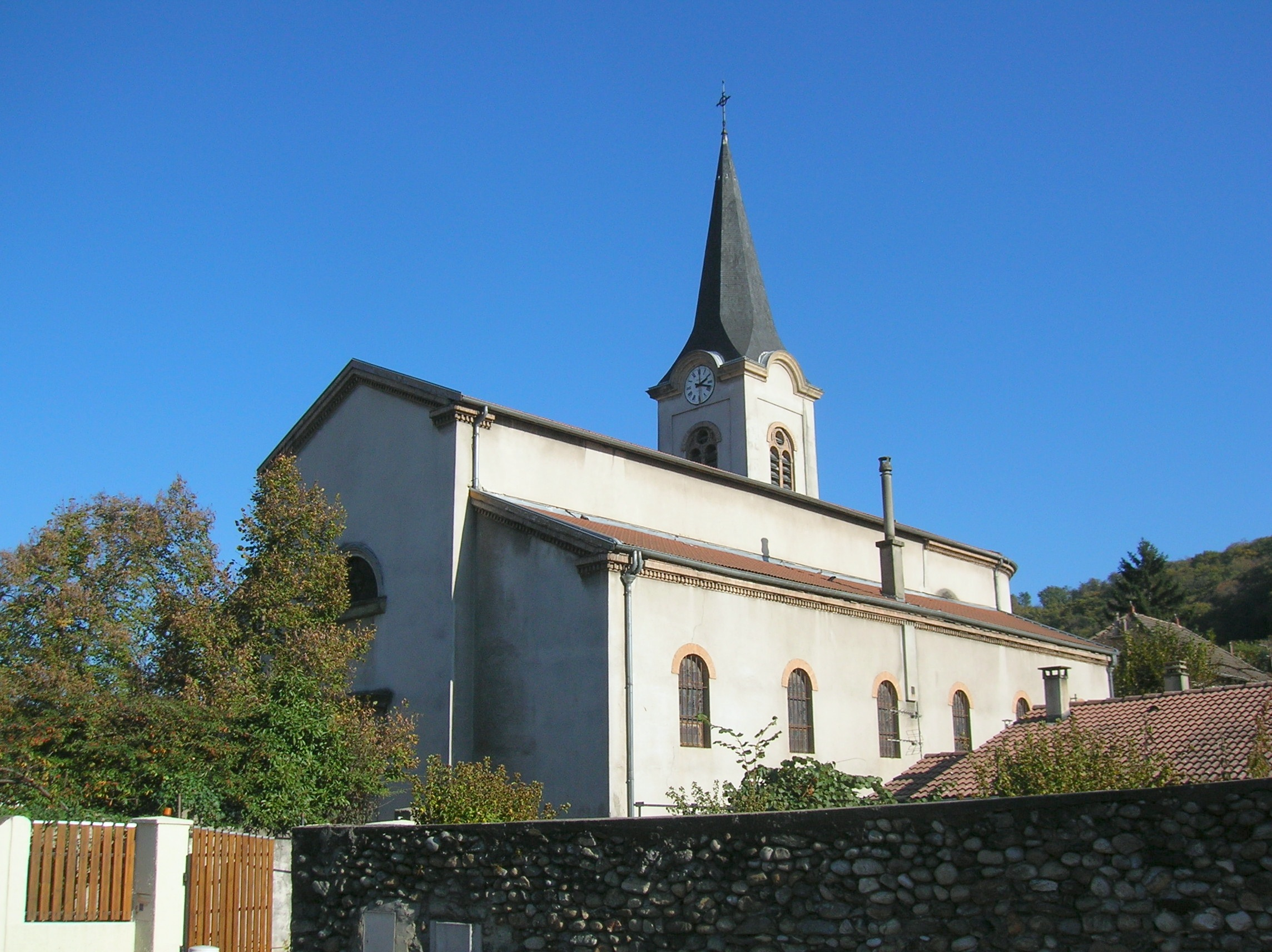
圣雅克教堂
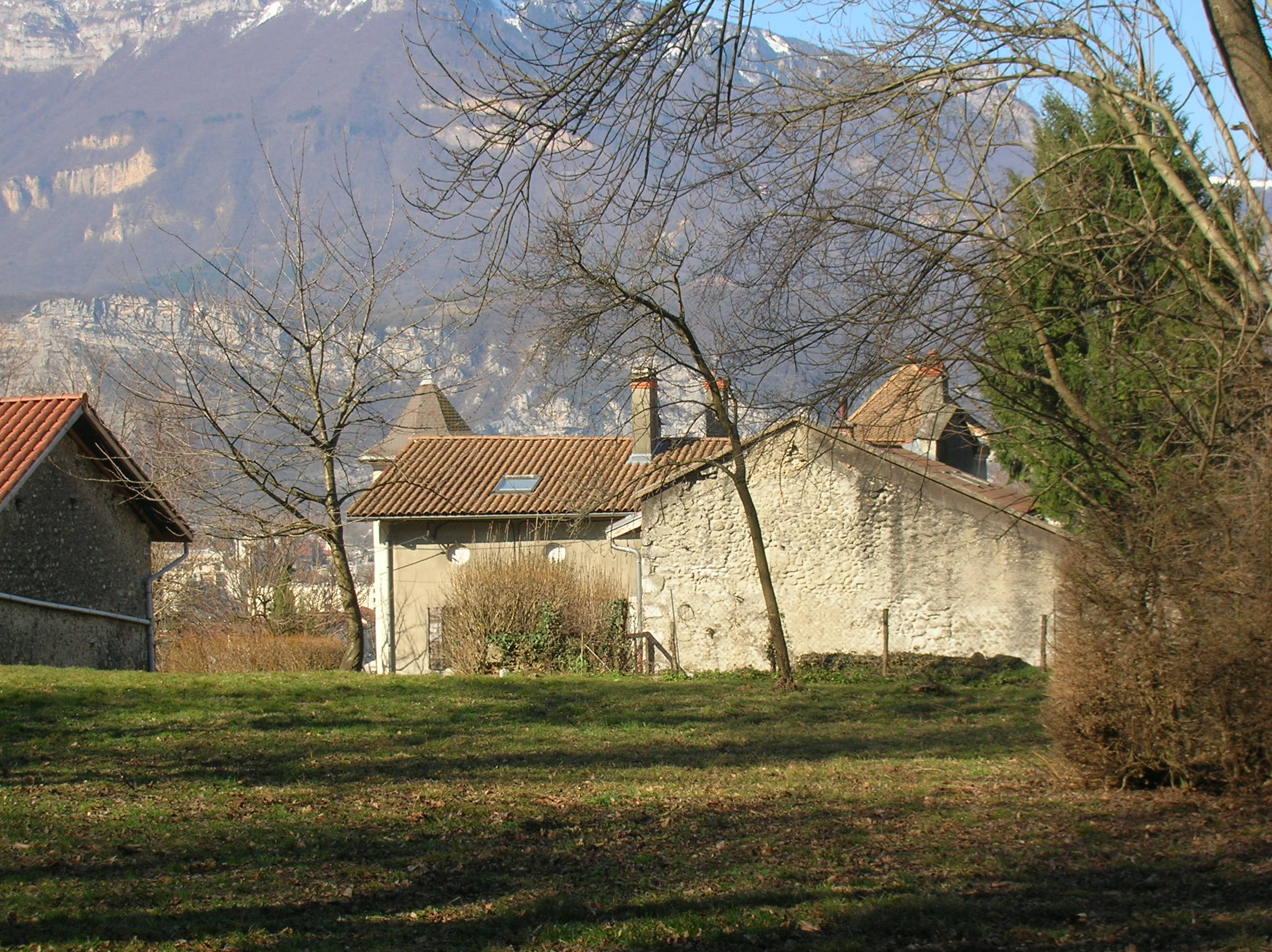
圣雅克城堡
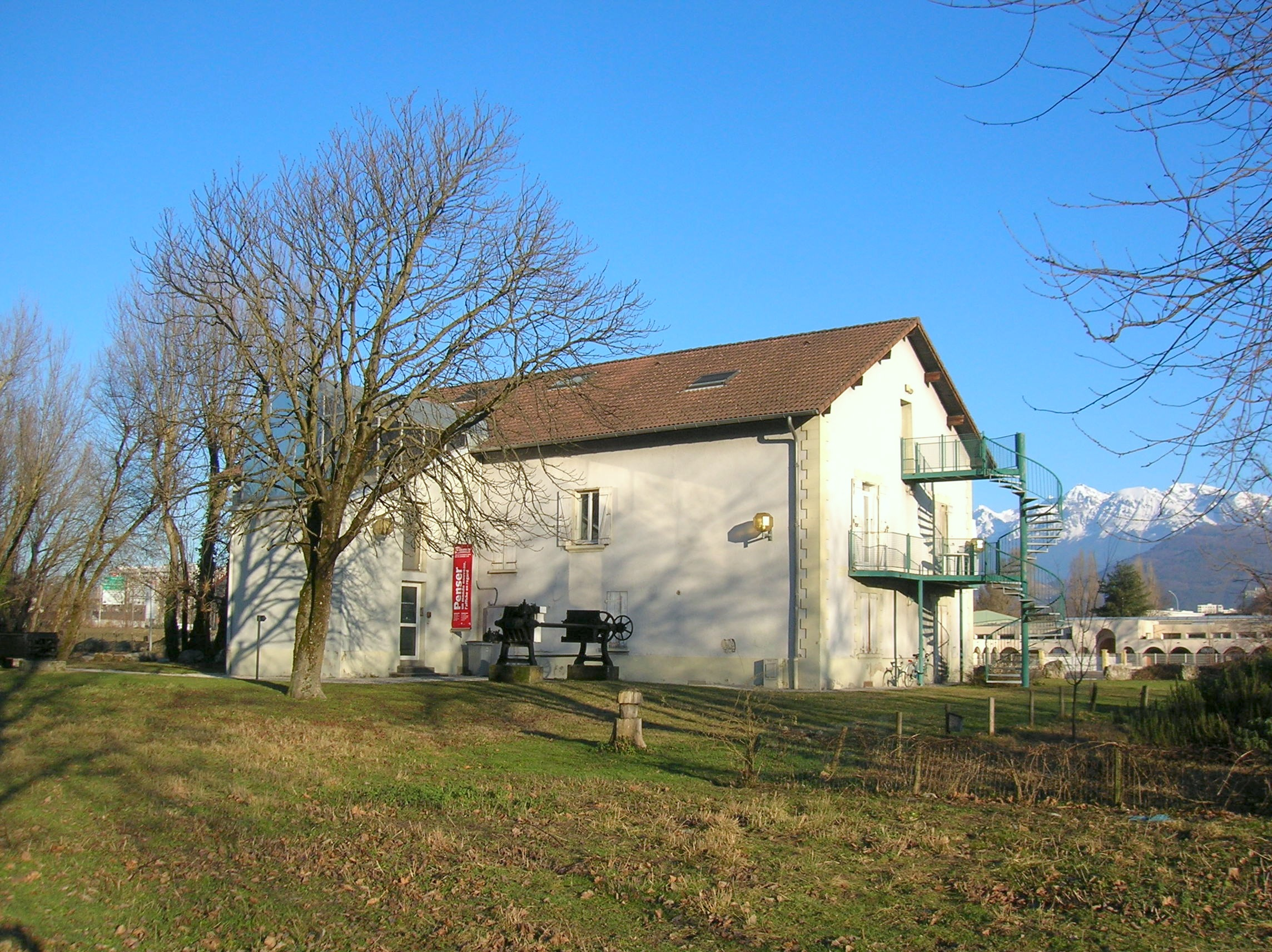
维科斯博物馆
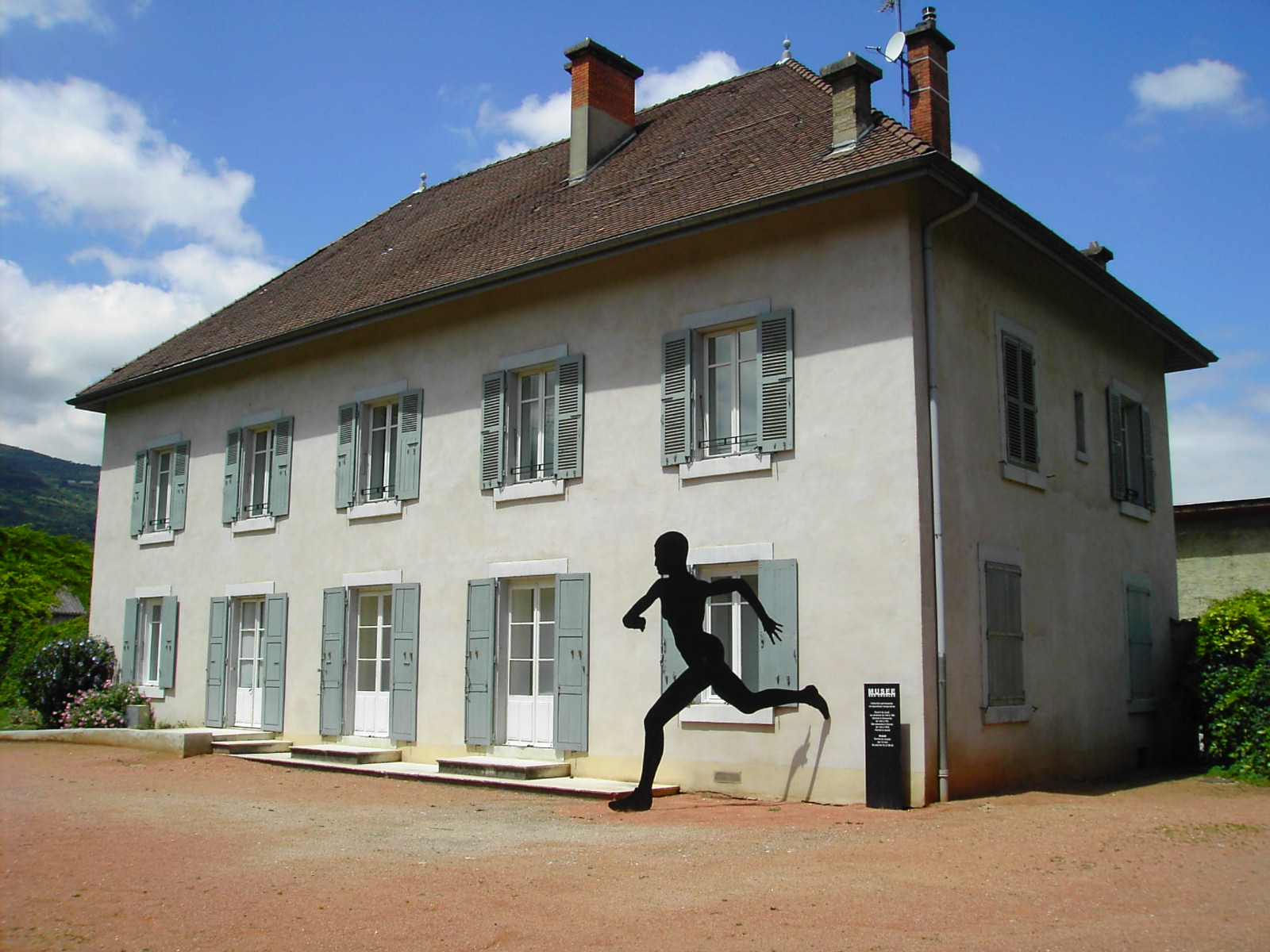
热奥·夏尔博物馆
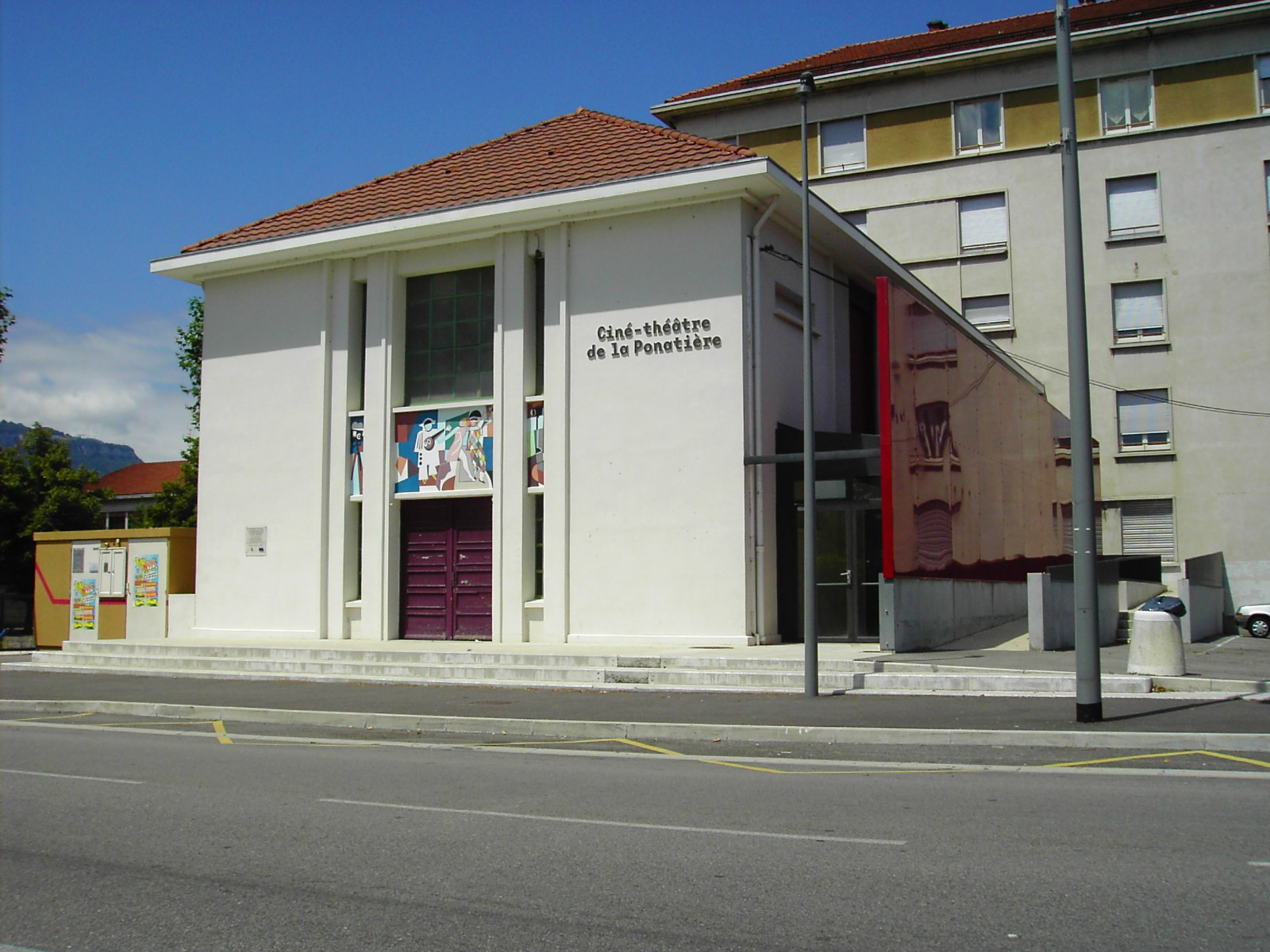
影剧场
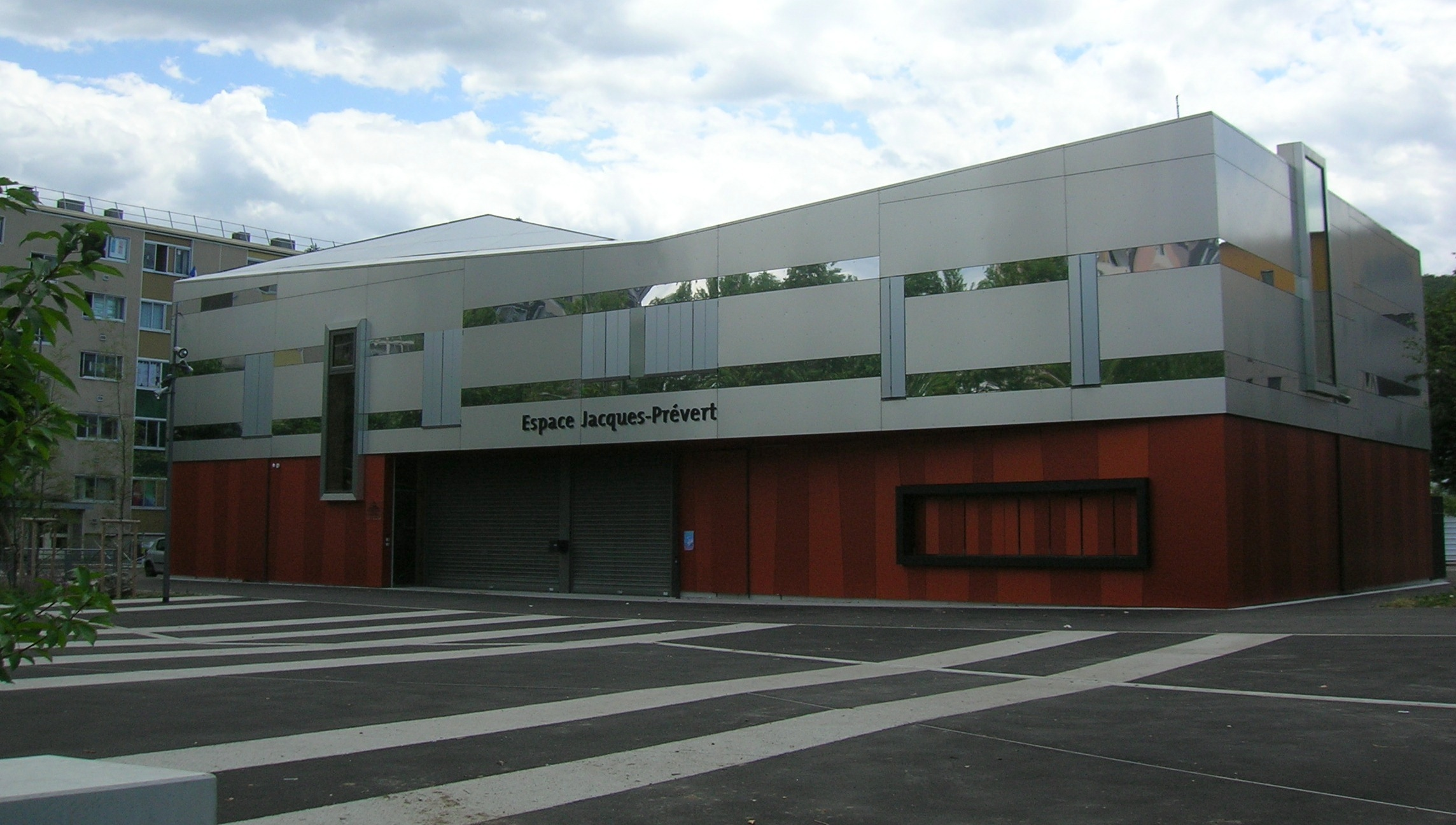
雅克·普雷韦活动中心

### 旅游
埃希罗勒的旅游事务由其所属的公共社区负责。2021年，埃希罗勒境内共有1家酒店共计68间房间。

### 媒体
法国主要的媒体均可在埃希罗勒接收，格勒诺布尔电视台以及法国电视三台下属的奥弗涅-罗讷-阿尔卑斯大区频道在部分时段播出埃希罗勒所属区域的地方新闻。

## 相关人物
法国女记者梅丽莎·特里奥、歌手Calogero、橄榄球运动员樊尚·克莱尔、游泳运动员若尔当·波坦、足球运动员朱利安·布勒利耶和约里克·拉韦出生于埃希罗勒。

## 友好城市
截至2021年10月，埃希罗勒共与三座城市互为友好城市关系：
- 義大利 格鲁利亚斯科
- Honhoué
- 英格兰 Kimberley